# Fentanyl
Fentanyl (cũng được viết là fentanil) là loại opioid được sử dụng như thuốc giảm đau và cùng với các thuốc gây mê khác. Fentanyl cũng được tổng hợp bất hợp pháp và được sử dụng như một loại thuốc giải trí, thường trộn lẫn với heroin hoặc cocaine. Các tác dụng của thuốc khởi phát nhanh và hiệu ứng thường kéo dài ít hơn một hoặc hai giờ.
Các tác dụng phụ thường gặp bao gồm nôn mửa, táo bón, an thần, lú lẫn, ảo giác và chấn thương liên quan đến phối hợp chân tay kém. Tác dụng phụ nghiêm trọng có thể bao gồm giảm khả năng thở (suy hô hấp), hội chứng serotonin, huyết áp thấp, hoặc hôn mê. Trong năm 2016, hơn 20.000 ca tử vong xảy ra tại Hoa Kỳ do quá liều các chất tương tự fentanyl và chính fentanyl, một nửa số ca tử vong liên quan đến opioid cũng đã được báo cáo. Fentanyl hoạt động chủ yếu bằng cách kích hoạt các thụ thể μ-opioid. Nó mạnh hơn nhiều so với morphine, và heroin.
Fentanyl lần đầu tiên được thực hiện bởi Paul Janssen vào năm 1960 và được chấp thuận cho sử dụng y tế tại Hoa Kỳ vào năm 1968. Năm 2015, 1.600 kg (3.500 lb) đã được sử dụng trong việc chăm sóc sức khỏe trên toàn cầu. Vào năm 2017, fentanyl là thuốc opioid tổng hợp được sử dụng rộng rãi nhất trong y học. Fentanyl được liệt kê nằm trong danh sách thuốc thiết yếu của WHO. Đối với mục đích y tế, lọ 100 microgram, chi phí bán buôn trung bình ở các nước đang phát triển là 0,66 đô la Mỹ (2015) trong khi ở Mỹ giá là 0,49 đô la Mỹ (2017) cho cùng lượng đó.